# Smittoidea longiuscula
Smittoidea longiuscula är en mossdjursart som först beskrevs av Harmer 1957.  Smittoidea longiuscula ingår i släktet Smittoidea och familjen Smittinidae. Inga underarter finns listade i Catalogue of Life.